# C-23 Sherpa
Short C-23 Sherpa — британський легкий двомоторний турбогвинтовий військово-транспортний літак виробництва компанії Short Brothers з Белфаста, Північна Ірландія. Він був створений для роботи з коротких ґрунтових злітно-посадкових смуг. Існує декілька варіантів літака C-23A і C-23B є військовими модифікаціями Short 330, а C-23B+ фактично є військовою модифікацією збільшеного Short 360, проте з хвостовою частиною фюзеляжу від Short 330, з Н-подібним оперенням і вантажною рампою аналогічною до інших модифікацій Sherpa.

## Технічний опис
Двомоторний суцільнометалевий підкосний високоплан, з Н-подібним хвостовим оперенням. Характерними рисами цього літака є дебелий фюзеляж, майже квадратної форми в поперечному перерізі (специфічна форма фюзеляжу вперше була застосована на Short SC.7 Skyvan, і наслідувана для всіх моделей, створених пізніше на його базі) і розміщення всіх паливних баків над стелею вантажного відсіку. Шасі трьохопорне з носовим колесом, у польоті прибирається. Силова установка складається з 2 турбогвинтових двигунів. 

## Див. Також

### Споріднені моделі
- Short 330
- Short 360

### Схожі літаки
- Ан-38
- Let L-610